# Idaea luteolaria
Idaea luteolaria är en fjärilsart som beskrevs av Alexandre Constant 1863. Idaea luteolaria ingår i släktet Idaea och familjen mätare. Inga underarter finns listade i Catalogue of Life.